# نصر يوسف
مصطفى سالم البشتاوي واسمه الحركي نصر يوسف (1943-) لواء عسكري ووزير فلسطيني سابق، شغل منصب وزير وزارة الداخلية والأمن الوطني الفلسطينية ضمن حكومة أحمد قريع الثالثة في الفترة من 24 فبراير 2005 وحتى 27 مارس 2006.